# Crise alimentaire due à la Covid-19
La crise alimentaire due à la Covid-19 est une tension sur l'alimentation humaine dans le monde, consécutive à la pandémie de Covid-19 apparue en 2020.
Une étude de l’Organisation des Nations unies pour l’alimentation et l’agriculture et du Programme alimentaire mondial, publiée le 17 juillet 2020, cite 27 pays menacés par une crise alimentaire à la suite de la Covid-19.
Pénuries, hausses des prix des biens alimentaires et baisse des revenus risquent de laisser des populations vulnérables particulièrement démunies face à des risques de famine.

## Impact par pays

### France
Le coronavirus met des entreprises agricoles françaises à l'arrêt.

### Afrique
Le Sahel est durement touché par un accroissement des difficultés d’accès à l’alimentation.